# Baubetreuungsvertrag
Der Baubetreuungsvertrag regelt die Tätigkeit der Baubetreuung. Sie ist eine Dienstleistung, die aus der Erfahrung von Bauerstellung, Bauträgerschaft und Baubegleitmaßnahmen entstanden ist. Mit einem Baubetreuungsunternehmen können vor allen Dingen die nicht so erfahrenen Bauherren eventuell Kosten und Zeit einsparen. Dies kann durch Koordination erfolgen, zum Beispiel können Kostenvoranschläge oder Ausschreibungen geprüft, eventuell Alternativanbieter vorgeschlagen werden oder auf erfahrungsgemäße Risiken hingewiesen werden.
Ein Baubetreuungsvertrag kann eine Bauleitung umfassen, jedoch kann diese nur in Verbindung mit entsprechender Fachkenntnis (z. B. Architekt, Bauingenieur, Baumeister) adäquat ausgeführt werden.